# Antoinette Flegenheim

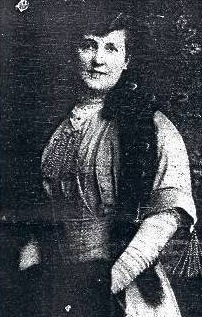
Antoinette Flegenheim

Antoinette Flegenheim (* 11. Mai 1863 in Himmelpfort, heute Fürstenberg/Havel; † 8. April 1943 in Frankfurt am Main) war eine der 705 Überlebenden einer der bekanntesten Schiffskatastrophen der Neuzeit, bei der das damals größte Passagierschiff der Welt, die Titanic, am Morgen des 15. April 1912 im Nordatlantik unterging und rund 1500 Menschen ums Leben kamen.

## Leben
Antoinette Flegenheim wurde 1863 als Berta Antonia Maria Wendt in der Gemeinde Himmelpfort im damaligen Kreis Templin als Tochter des Forsthilfsaufsehers und späteren preußisch-königlichen Försters Wilhelm Karl Ferdinand Wendt und seiner Frau Pauline Anna Dorothee Wagner geboren.
In Berlin lernte sie ihren späteren Mann Alfred Flegenheimer (* 28. Oktober 1869) kennen. Dieser stammte aus einer wohlhabenden Frankfurter Familie und war am 4. August 1890 mit der Servia in New York angekommen. Sein Bruder war der Filmproduzent Hermann Fellner (geborener Flegenheimer). Eine Schwester von Antonia Wendt, Juliane Johanna (genannt Hanny), hatte den Schauspieler und Regisseur Hermann Haack geheiratet. Eine andere Schwester, Margarethe, war die Ehefrau des Parlamentariers Carl Liebe. Ein Bruder, Georg Leo Wendt, war Schankwirt des Lokals „An der alten Försterei“ in Köpenick, heute Standort des gleichnamigen Fußballstadions.
Auf der Passagierliste als Toni Wendt geführt, reiste Antoinette am 20. Oktober 1890 mit der Suevia nach New York und heiratete Alfred Flegenheimer am 1. November 1890 im Stadtteil Manhattan. Als Beruf gab er Verleger an. Am 23. November 1907 verstarb der Ehemann; sein Leichnam wurde nach Frankfurt am Main gebracht und auf dem Jüdischen Friedhof beerdigt. Antoinette Flegenheim, wie sie sich jetzt nannte, war durch den Tod ihres Mannes eine wohlhabende Witwe geworden und reiste häufig zwischen den USA und Europa hin und her. Sie hatte in Charlottenburg, damals noch eine eigenständige Stadt bei Berlin, eine große Wohnung in der Windscheidstraße 41 und lebte in New York unter anderem im Hotel The Dorilton, 110 Wooster, Manhattan.
In Cherbourg ging sie dann als Passagierin an Bord der Titanic und hatte für ihre Erste-Klasse-Kabine (D-8) 31 Britische Pfund, 13 s und 8 d bezahlt. Damals entsprach das einem 3-Jahres-Lohn einer britischen Arbeiterin bei einer 50-Stunden-Woche. In der Nacht der Kollision ging sie an Deck und wurde in das Rettungsboot Nr. 7 gewiesen, das mit 28 Passagieren an Bord um etwa 0.45 Uhr als erstes zu Wasser gelassen wurde. In dem Boot befand sich noch ein weiterer deutscher Passagier, Alfred Nourney, der unter dem Pseudonym Baron Alfred von Drachstedt als Glücksspieler mitgereist war. Im gleichen Boot saßen die amerikanische Schauspielerin Dorothy Gibson mit ihrer Mutter, der französische Bildhauer Paul Chevré, der prominente New Yorker Wirtschaftsanwalt Frederic Seward sowie der Geschäftsmann John Pillsbury Snyder, ein Enkelsohn von John Sargent Pillsbury. Am 18. April 1912 kam sie dann mit den anderen Geretteten an Bord der Carpathia in New York an.

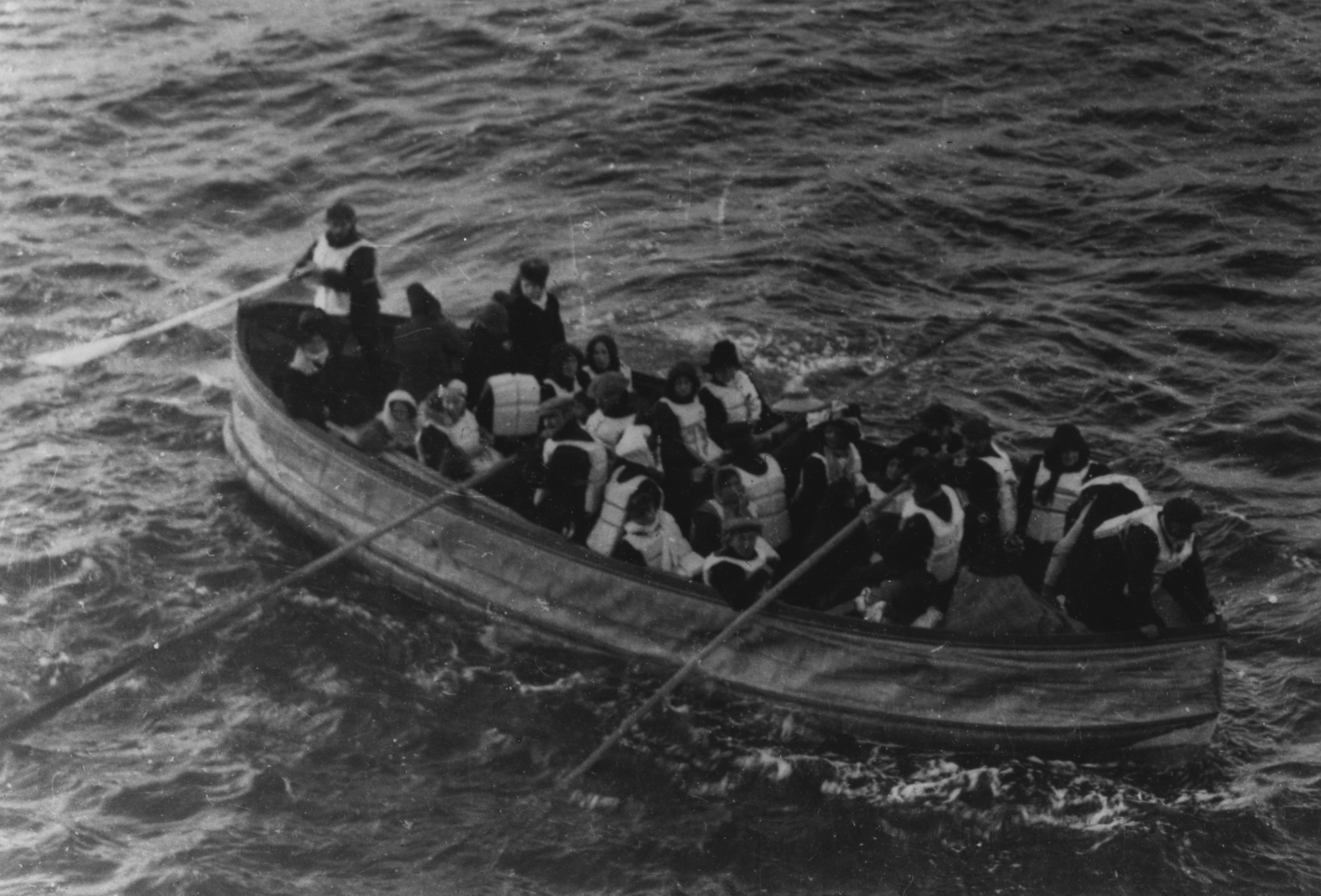
Ein anderes Rettungsboot der Titanic, 15. April 1912.

Im Berliner Lokal-Anzeiger erschien damals ihr Bild, das von ihrer Schwester Hanny Dieckhof-Haack an die Zeitung gegeben wurde.
Antoinette heiratete im gleichen Jahr in Buffalo den Briten Paul Elliot White-Hurst (auch Whitehurst). Mit diesem war sie weiterhin in der Charlottenburger Wohnung angemeldet, aber auch in Harriseahead, Staffordshire, England. Die deutsche Wohnung wurde dann zu Kriegsbeginn aufgegeben. Ihr Mann war im Ersten Weltkrieg Leutnant im britischen Geheimdienst. In seiner Militärakte wird seine deutsche Frau als Manko vermerkt – er hatte sich dann von ihr getrennt und sie lebte während des Krieges in Den Haag.
In der Zwischenkriegszeit wohnte sie ab 1923 unter ihrem englischen Namen in München, Nibelungenstraße 90 (heute Arnulfstraße 300) und dann von 1938 an in der Menzinger Straße und seit 1939 in der Kaulbachstraße. Als nunmehrige britische Staatsangehörige verließ sie nach der Kriegserklärung des Vereinigten Königreichs an das Deutsche Reich ohne Abmeldung die Stadt. Sie starb 1943 in Frankfurt.